# Uroxys chichanich
Uroxys chichanich là một loài bọ cánh cứng trong họ Bọ hung (Scarabaeidae).